# Jan Jandourek
Jan Jandourek (* 12. května 1965, Nové Město nad Metují), je český sociolog, spisovatel a esejista, starokatolický kněz, editor internetového deníku Forum24.

## Život
Absolvoval Katolickou teologickou fakultu a Fakultu sociálních věd (obor sociologie) na Univerzitě Karlově. Postgraduálně vystudoval sociologii na FSV UK (Ph.D.). Působil jako římskokatolický kněz v duchovní správě v Pardubicích a Praze (v letech 1993–1995 v kostele Nejsvětějšího Salvátora), v současné době je jedním ze starokatolických kněží v Praze. Pracoval jako redaktor Českého týdeníku. Je členem asi 14členné redakční rady revue pro literaturu a kulturu Souvislosti, v 90. letech byl pravidelným přispěvatelem Lidových novin, MF Dnes, Literárních novin a časopisu Anno Domini. Od října 2000 do září 2005 byl členem Centra komparatistiky při FF UK v Praze. V komparatistice se převážně zabýval moderní světovou literaturou a problémem „pokleslých žánrů“. Byl také stálým spolupracovníkem Mladé fronty DNES. Začátkem roku 2006 založil nakladatelství Tartaros (vydalo např. povídkovou knihu Jana Křesadla Slepá bohyně a jiné příběhy nebo parodii na vesnický román Rusticalia, variace na cizí themata).

## Dílo

### Romány
- V jámě lvové, 1997 — starozákonní parodie; Cena Jiřího Ortena
- Škvár, Hynek, 1999
- Když do pekla, tak na pořádné kobyle, Hynek, 2000
- Mord, Hynek, 2000
- Bomba pod postelí, Petrov, 2001
- Vražda je krásná, Petrov, 2004
- Poslední film Zuzany Bergové, Tartaros, 2016